# Хірна Таїсія Максимівна
Хі́рна Таї́сія Макси́мівна (1908, станиця Мальчевська, тепер Міллеровський район Ростовської області, Російська Федерація — ?) — депутат Верховної Ради Української РСР 4-го та 5-го скликань, заслужений зоотехнік Української РСР (1950).

## Біографія
Народилась у 1908 році в станиці Мальчевській Області Війська Донського в селянській родині. Закінчила початкову школу та Волгансько-Писарівський зоотехнікум. З 1926 року працювала на дослідній зоотехнічній станції біля міста Харкова.
У 1929 році закінчила Харківський зоотехнічний інститут.
Працювала контролером-асистентом Вертиївського молочарного господарства, старшим зоотехніком навчально-дослідного господарства в Харківській області, старшим зоотехніком в різних радгоспах та районних відділах сільського господарства УРСР.
У роки німецько-радянської війни евакуювалась до Саратовської області РРФСР, де працювала головним зоотехніком Новорєпінського районного відділу сільського господарства.
У липні 1944 року була призначена головним зоотехніком Первомайського районного відділу сільського господарства Одеської області.
З 1953 року — головний зоотехнік Підгур'ївської машинно-тракторної станції (МТС) Первомайського району Миколаївської області. З 1958 року — головний зоотехнік Первомайської районної інспекції по сільському господарству Миколаївської області.

## Громадсько-політична діяльність
Обиралась депутатом Первомайської районної ради Одеської (потім — Миколаївської) області.
У 1955 році обрана депутатом Верховної Ради УРСР 4-го скликання.
У 1959 році обрана депутатом Верховної Ради УРСР 5-го скликання.

## Нагороди і почесні звання
- Орден Трудового Червоного Прапора (26.02.1958);
- Заслужений зоотехнік Української РСР (1950);
- Медаль «За доблесну працю у Великій Вітчизняній війні 1941—1945 рр.» (1945).